# TRMT10C
TRMT10C (англ. TRNA methyltransferase 10C, mitochondrial RNase P subunit) – білок, який кодується однойменним геном, розташованим у людей на 3-й хромосомі. Довжина поліпептидного ланцюга білка становить 403 амінокислот, а молекулярна маса — 47 347.
| 10         |  | 20         |  | 30         |  | 40         |  | 50         |
| ---------- |  | ---------- |  | ---------- |  | ---------- |  | ---------- |
| MAAFLKMSVS |  | VNFFRPFTRF |  | LVPFTLHRKR |  | NNLTILQRYM |  | SSKIPAVTYP |
| KNESTPPSEE |  | LELDKWKTTM |  | KSSVQEECVS |  | TISSSKDEDP |  | LAATREFIEM |
| WRLLGREVPE |  | HITEEELKTL |  | MECVSNTAKK |  | KYLKYLYTKE |  | KVKKARQIKK |
| EMKAAAREEA |  | KNIKLLETTE |  | EDKQKNFLFL |  | RLWDRNMDIA |  | MGWKGAQAMQ |
| FGQPLVFDMA |  | YENYMKRKEL |  | QNTVSQLLES |  | EGWNRRNVDP |  | FHIYFCNLKI |
| DGALHRELVK |  | RYQEKWDKLL |  | LTSTEKSHVD |  | LFPKDSIIYL |  | TADSPNVMTT |
| FRHDKVYVIG |  | SFVDKSMQPG |  | TSLAKAKRLN |  | LATECLPLDK |  | YLQWEIGNKN |
| LTLDQMIRIL |  | LCLKNNGNWQ |  | EALQFVPKRK |  | HTGFLEISQH |  | SQEFINRLKK |
| AKT        |  |            |  |            |  |            |  |            |

A: Аланін

C: Цистеїн

D: Аспарагінова кислота

E: Глутамінова кислота

F: Фенілаланін

G: Гліцин

H: Гістидин

I: Ізолейцин

K: Лізин

L: Лейцин

M: Метіонін

N: Аспарагін

P: Пролін

Q: Глутамін

R: Аргінін

S: Серин

T: Треонін

V: Валін

W: Триптофан

Кодований геном білок за функціями належить до трансфераз, метилтрансфераз, фосфопротеїнів. 
Задіяний у такому біологічному процесі, як процесинг тРНК. 
Білок має сайт для зв'язування з S-аденозил-L-метіоніном. 
Локалізований у мітохондрії, мітохондріальному нуклеоїді.